# Zdeněk Trojan
Zdeněk Trojan (1. května 1936 – 19. ledna 2025) byl český politik, v 90. letech 20. století poslanec České národní rady a Poslanecké sněmovny za ČSSD, v letech 2004–2006 poradce ministra a později premiéra Jiřího Paroubka.

## Biografie
V roce 1959 vystudoval strojní fakultu ČVUT, kde se v roce 1974 stal kandidátem věd a roku 1991 docentem. Od roku 1962 na této škole vyučoval, počátkem 21. století působil v Ústavu procesní a zpracovatelské techniky.
Ve volbách v roce 1992 byl zvolen do České národní rady za ČSSD (volební obvod Praha). Od vzniku samostatné České republiky v lednu 1993 byla ČNR transformována na Poslaneckou sněmovnu Parlamentu České republiky. Zde setrval do konce funkčního období parlamentu, tedy do voleb v roce 1996. Zasedal ve výboru petičním, pro lidská práva a národnosti a byl jeho místopředsedou. V letech 1995–1996 byl rovněž místopředsedou poslaneckého klubu sociální demokracie.
Po konci své parlamentní kariéry se v červnu 1996 stal předsedou pražské organizace ČSSD. Strana s ním zároveň počítala jako kandidátem do senátních voleb na podzim 1996. V senátních volbách roku 1996 pak skutečně kandidoval za senátní obvod č. 24 - Praha 9. S 19 % hlasů sice postoupil do 2. kola, ale v něm ho porazil a senátorem se stal občanský demokrat Josef Pavlata. Opětovně kandidoval v senátních volbách roku 1998 a to nyní za senátní obvod č. 25 - Praha 6. Získal ale jen 16 % hlasů a nepostoupil do 2. kola.
V komunálních volbách roku 1994, komunálních volbách roku 2002 a komunálních volbách roku 2006 neúspěšně kandidoval do zastupitelstva městské části Praha 6 za ČSSD. Profesně uvádí jako strojní inženýr a důchodce. V komunálních volbách roku 1998 byl za sociální demokraty zvolen do zastupitelstva hlavního města Prahy. Tehdy byl profesně veden jako vysokoškolský pedagog.
V letech 2004–2005 byl poradcem ministra pro místní rozvoj a od roku 2006 předsedy vlády Jiřího Paroubka. V lednu 2006 se stal členem dozorčí rady podniku ČEZ. Z dozorční rady byl odvolán v listopadu 2010.